# Алимухамедов, Султан Нурматович
Султан Нурматович Алимухамедов (1 января 1929 года—11 февраля 2019 года) — советский и узбекский учёный-биолог, член-корреспондент ВАСХНИЛ (1978), иностранный член РАСХН (1992) и РАН (2014).

## Биография
Родился 1 января 1929 года в Ташкенте.
В 1950 году — окончил Ташкентский институт сельского хозяйства.
С 1950 по 1965 годы — работал там же, пройдя путь от аспиранта до заведующего кафедрой зоологии и энтомологии.
В 1976 году — защитил докторскую диссертацию в области биологических наук.
В 1980 году — присвоено учёное звание профессора.
В 1978 году — избран членом-корреспондентом ВАСХНИЛ.
С 1965 по 1995 годы — директор Среднеазиатского НИИ защиты растений.
С 1995 года — научный консультант Узбекского НИИ защиты растений.
Султан Нурматович Алимухамедов умер 11 февраля 2019 года.

## Научная деятельность
Видный ученый в области защиты растений, занимался исследованиями в области акарологии.
Изучил видовой состав, распространение, экологеографические особенности акароидных клещей, биологию и вредоносность отдельных, наиболее важных в хозяйственном отношении видов, внескладские резервации, пути, источники и способы заражения ими сельхозпродукции. Дал биологическое обоснование рекомендаций профилактических и истребительных мер защиты сельскохозяйственных запасов. Внедрил использование ЭВМ и прогнозирование основных вредителей. Занимался внедрением в практику биологических методов интегрированной системы борьбы с вредителями, болезнями и сорняками хлопчатника и других культур.
Автор более 200 научных трудов, и 14 авторских свидетельств на изобретения.

## Награды
- Орден «Знак Почета» (1971)
- 2 медали СССР
- 3 медалями ВДНХ